# Robot giải trí
Robot giải trí là robot phục vụ các hoạt động và nhu cầu giải trí của chủ nhân, khách hoặc khách hàng. Nó không có những tiện ích phục vụ sản xuất hay gia dụng. Công nghệ robotics được áp dụng trong nhiều lĩnh vực văn hóa và giải trí.
Robot đắt tiền được áp dụng cho việc tạo ra môi trường biểu diễn tại các địa điểm thương mại, nơi các động cơ servo, thiết bị khí nén hay truyền động thủy lực được sử dụng để tạo ra chuyển động với các hành vi đáp ứng được lập trình trước đó.
Robot giải trí cũng có thể được dùng trong bối cảnh nghệ thuật truyền thông nơi nghệ sĩ đã sử dụng công nghệ tiên tiến để tạo ra môi trường và biểu hiện nghệ thuật cũng sử dụng bộ truyền động và cảm biến để robot của họ phản ứng và thay đổi liên quan đến người xem.
Robot đồ chơi, một bộ phận của robot giải trí được chế với giá đủ rẻ và phục vụ nhu cầu giải trí cá nhân.